# Ruisseau Mohr
Ruisseau Mohr är ett vattendrag i Kanada.   Det ligger i provinsen Québec, i den sydöstra delen av landet, 40 km väster om huvudstaden Ottawa.
Omgivningarna runt Ruisseau Mohr är en mosaik av jordbruksmark och naturlig växtlighet. Runt Ruisseau Mohr är det ganska glesbefolkat, med 29 invånare per kvadratkilometer.